# جورج ميريديث
جورج ميريديث Goerge Meredith (1828 – 1909) هو روائي وشاعر إنجليزي عاش في حقبة فيكتوريا.
اظهر مهاره لفظيه في كتاباته الشعرية حيث ادت هذه المهارة احيانا الي حجب محتوي رواياته ان استخدمت فيها .
صعب فهمه احيانا، وتعد روايه " Diana Of The Crossways " من أشهر رواياته، ويعد أسلوبه في معامله النساء أسلوبا عالميا من الإقناع حيث إنه يعتقد أن المراْه يجب أن تبذل قصاري جهدها الفردي ضد وحشية الرجل "

## روابط خارجية
- جورج ميريديث على موقع IMDb (الإنجليزية)
- جورج ميريديث على موقع الموسوعة البريطانية (الإنجليزية)
- جورج ميريديث على موقع ميوزك برينز (الإنجليزية)
- جورج ميريديث على موقع إن إن دي بي (الإنجليزية)
- جورج ميريديث على موقع ديسكوغز (الإنجليزية)